# Mogens Højstrup
Mogens Højstrup (født 17. marts 1921 i Hobro, død 18. juli 2020 i København) var medlem af modstandsorganisationen Holger Danske i Fergos Gruppe, hvor hans dæknavn var Høeg.
Kromanns Gruppe og Gruppe Strand udgjorde sammen med Fergos Gruppe Kromanns Afdeling.
Mogens Højstrup flyttede til København i 1943 for at begynde på Maskinmesterskolen. I starten af 1944 fik han kontakt med Modstandsorganisationen Holger Danske. Efter en snak hjemme hos Berg (Henning Winther), hvor også Holger Danskes leder Bergstrøm (Knud Larsen) deltog, aftaltes et møde følgende torsdag hos Bergstrøm. Samme aften deltog han i sin første sabotageaktion.    
I foråret 1945 blev det besluttet at Kromanns afdeling skulle til specialtræning under fremmede instruktører i Sverige. Denne plan gik i vasken, og efter nogle dages ophold i gennemgangsforlægningen på herregården Nissafors, blev afdelingen indrulleret i Den Danske Brigades Pionerkommando i sin egen afdeling.   
Kromanns Afdeling sejles illegalt til Danmark den 2. maj om natten af forskellige ruter. Fergos Gruppe blev landsat på badebroen ved Bellevue.    
I dagene efter Besættelsen gjorde de tjeneste på Charlottenborg fra den 6. til og med den 25. maj 1945, hvorefter de hjemsendtes.   
En af opgaverne var at passe godt på Montgomery under hans besøg i København. Så den 12. maj 1945 lå Mogens Højstrup på taget af Det Kongelige Teater med en maskinpistol og holdt øje med eventuelle attentatmænd, som kunne true Montgomery.
Ved genbegravelsen af de henrettede frihedskæmpere i Mindelunden i Ryvangen den 29. maj 1945 var Mogens Højstrup med til at gravsætte Store Smiths (Ib Fischer) båre.